# Tituly a vyznamenání infantky Cristiny

Erb infantky Cristiny užívaný v letech 2001–2005

Cristina, celým jménem Cristina Federica Victoria Antonia de la Santísima Trinidad de Borbón y Grecia, obdržela řadu španělských i zahraničních vyznamenání, ocenění a titulů. V letech 1997 až 2015 držela titul vévodkyně z Palma de Malorca.

## Tituly
Jakožto dcera španělského panovníka je oprávněna užívat titul infantky s náležitým oslovením Její Výsost. Při příležitosti svého sňatku v roce 1997 se stala vévodkyní z Palma de Malorca. Poté, co vyšlo najevo zapojení jejího manžela do korupční aféry, byl jí v roce 2015 titul vévodkyně odebrán. Od té doby je její celý titul a oslovení: Její královská Výsost doña Cristina Federica Victoria Antonia de la Santísima Trinidad de Borbón y Grecia, infantka španělská.-

## Vyznamenání

### Španělská vyznamenání
- dáma velkokříže Řádu Isabely Katolické – 13. června 1983 – udělil král Juan Carlos I.[1]
- dáma velkokříže Řádu Karla III. – 14. října 1988 – udělil král Juan Carlos I.[2]

### Zahraniční vyznamenání
- Belgie
  -  velkokříž Řádu Leopolda – 19. září 1994
- Egypt
  -  Řád ctností nejvyšší třídy – 29. května 2000
- Ekvádor
  -  velkokříž Národního řádu za zásluhy – 9. června 2001
- Guatemala
  -  velkokříž Řádu Quetzala – 1. října 1986
- Island
  -  velkokříž Řádu islandského sokola – 16. září 1985[3]
- Japonsko
  -  Řád drahocenné koruny I. třídy – 10. října 1994
- Jordánsko
  -  velkokříž Řádu jordánské hvězdy – 26. března 1985
- Lucembursko
  -  velkokříž Řádu Adolfa Nasavského – 7. května 2001
- Mexiko
  -   velkokříž Řádu aztéckého orla – 25. května 1996
- Nepál
  -  společník I. třídy Řádu tří božských sil – 19. září 1983
- Nizozemsko
  -  rytíř velkokříže Řádu dynastie Oranžsko-Nasavské – 8. října 1985
- Německo
  -   velkokříž Záslužného řádu Spolkové republiky Německo
- Norsko
  -   velkokříž Řádu svatého Olafa – 25. dubna 1995
- Peru
  -   velkokříž Řádu peruánského slunce – 5. července 2004
- Portugalsko
  -   velkokříž Řádu Kristova – 13. října 1988[4]
  -   velkokříž Řádu prince Jindřicha – 23. srpna 1996[4]
- Rakousko
  -  velkohvězda Čestného odznaku Za zásluhy o Rakouskou republiku – 2. června 1997[5]
- Řecko
  -   velkokříž Řádu cti – 25. září 2001
- Salvador
  -   velkokříž se stříbrnou hvězdou Řádu José Matíase Delgada – 10. března 1997
- Švédsko
  -  Medaile k 50. narozeninám krále Karla XVI. Gustava – 30. dubna 1996
- Thajsko
  -  rytíř velkokříže Řádu bílého slona – 19. listopadu 1987